# Nostradameus
Nostradameus ist eine schwedische Power-Metal-Band aus Göteborg, die im Jahr 1998 gegründet wurde.

## Geschichte
Die Band wurde am 12. Mai 1998 von Gitarrist Jake Fredén und Sänger und Bassist Freddy Persson gegründet. Kurze Zeit später stießen Schlagzeuger Gustav Nahlin und Gitarrist Erik Söderman zur Band. Zusammen nahmen sie am 5. und 6. Dezember 1998 ihr erstes Demo auf. Im Jahr 1999 erreichte die Band einen Vertrag mit AFM Records. Danach begab sie sich im Dezember ins Studio Gain Productions, um ihr Debütalbum Words of Nostradameus aufzunehmen. Fünf Monate später wurde das Album von Mikko Karmila in den Finnvox Studios abgemischt. Das Album wurde im Jahr 2000 veröffentlicht. Danach verließen Nahlin und Söderman die Band. Außerdem entschloss sich Persson nun dazu, sich nur noch auf den Gesang zu konzentrieren. Jesse Lindskog kam als Schlagzeuger, Michael Åberg als Gitarrist und Thomas Antonsson als neuer Bassist zur Band. Im Mai 2001 begab sich die Band wieder zu Gain Productions und nahm das Album The Prophet of Evil auf, das erneut in den Finnvox Studios von Mikko Karmila abgemischt wurde. Die Veröffentlichung fand im August statt. Im Juni wurde Schlagzeuger Lindskog durch Esko Salow ersetzt. Danach hielt die Band Auftritte auf dem Wacken Open Air und dem Göteborgskalaset im August. Vom 2. November bis 8. Dezember hielt die Band zusammen mit Edguy eine Tour durch Europa.
Im Sommer 2002 begannen die Arbeiten zum dritten Album namens Third Prophecy im Keg House Studio. Im September mischte Fredrik Nordström das Album im Studio Fredman ab. Nach der Veröffentlichung im Januar 2003, ging die Band zusammen mit Hammerfall auf eine vierwöchige Europatournee. Danach arbeitete die Band am neuen Album namens Hellbound, das im Roasting House in Malmö aufgenommen wurde. Im November und Dezember 2003 wurde es von Anders Theander produziert, abgemischt und gemastert und im Herbst 2004 veröffentlicht. Im Jahr 2005 wurden Lieder für das Album Pathway entwickelt. Das Album wurde im Roasting House vom 15. Mai bis September 2006 unter der Leitung von Pontus Lindmark aufgenommen. Während der Aufnahmen verließ Gitarrist Michael Åberg die Band. Die Soli auf dem Album stammen von ihm, die weiteren Teile wurden von Lennart Specht eingespielt.
Das Album wurde im Januar 2007 veröffentlicht. Im Frühling folgte eine Tour mit Jon Oliva’s Pain durch Europa. Außerdem hielt die Band im Mai eine kleine Tour durch Rumänien. Danach arbeitete sie an einem neuen Album.
Im Jahr 2009 veröffentlichte Nostradameus das Album Illusion's Parade.

## Stil
Die Band spielt klassischen, schnell gespielten Power Metal, der mit der Musik von Hammerfall verglichen wird.

## Diskografie

### Studioalben
- 2000: Words of Nostradameus (Album, AFM Records)
- 2001: The Prophet of Evil (Album, AFM Records)
- 2003: The Third Prophecy (Album, AFM Records)
- 2004: Hellbound (Album, AFM Records)
- 2007: Pathways (Album, AFM Records)
- 2009: Illusion's Parade (Album, AFM Records)

### Andere Alben
- 2004: Words of the Prophet (Box-Set, AFM Records)